# Alcedo meninting
El martín pescador meninting (Alcedo meninting) es una especie de ave coraciforme de la familia Alcedinidae que vive en el sur de Asia. Se encuentra principalmente en los bosques densos donde caza en los pequeños arroyos. Es de tonos más oscuros que el martín pescador común (Alcedo atthis) y carece de su lista postocular rufa, que además se encuentra en hábitats más abiertos. 

## Descripción

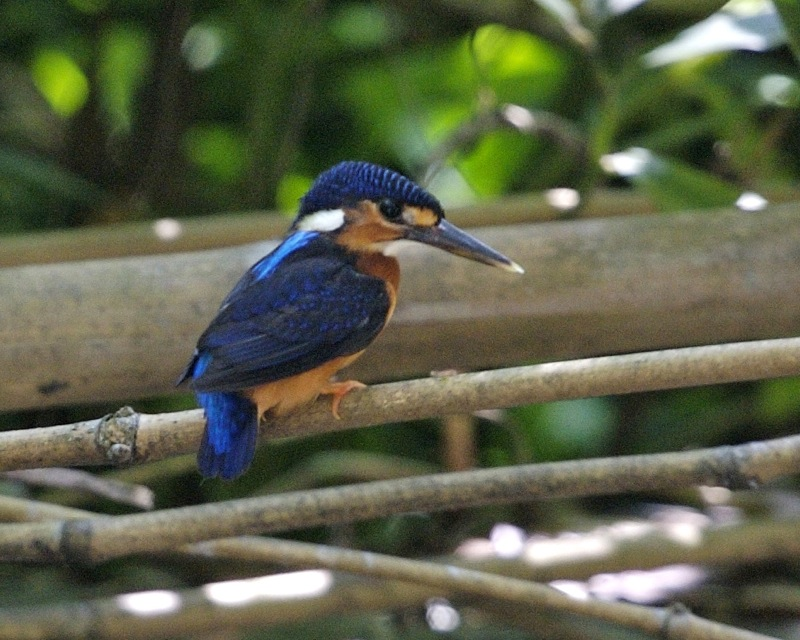
Juvenil con punta de pico blanco y coberteras auriculares rufas.

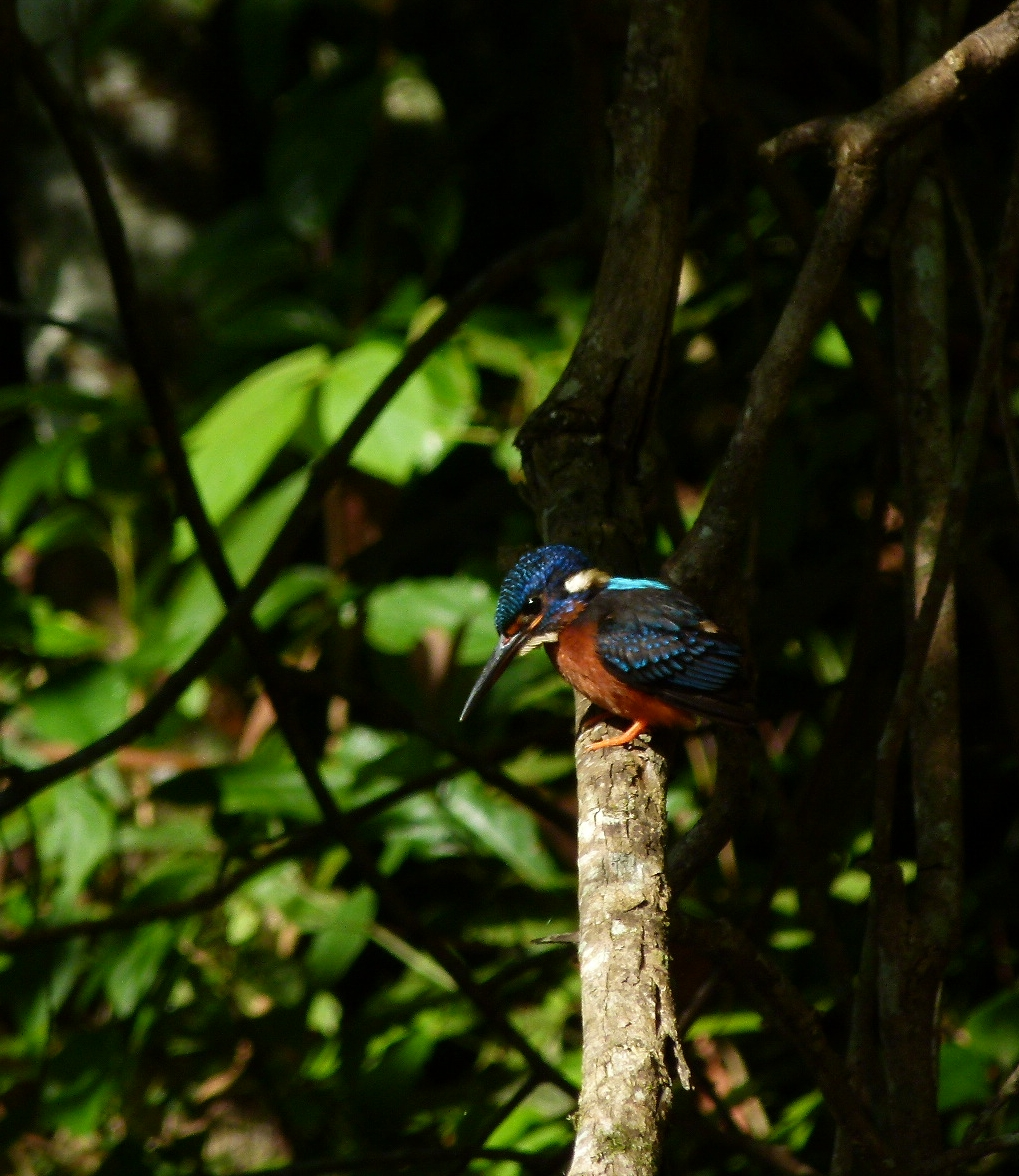
Los arroyos forestales umbríos son su hábitat preferido.

Mide alrededor de 16 cm de largo, de los cuales alrededor de 4 cm corresponden al pico y solo 3 cm a la cola, y tienen alas que miden entre los 6,5–7,1 cm. Son muy parecidos al martín pescador común (Alcedo atthis) pero se distinguen de él por sus coberteras auriculares azules, que las partes superiores de cabeza y alas son de un azul cobalto más oscuro y que el color rufo de las partes inferiores es de tonos más intensos y oscuros. Los machos adultos se diferencian de las hembras porque tienen el pico totalmente negro mientras que las hembras tienen la mandíbula inferior rojiza. Se reconocen varias subespecies que se diferencian por sus medidas y las tonalidades del color. El juvenil de martín pescador meninting tienen coberteras auriculares rufas como las del martín pescador común pero presentan moteado en la garganta y pecho que desaparecen al llegar a adultos. Las aves jóvenes tienen el pico rojizo con la punta blanquecina.

## Taxonomía
Se reconocen varias subespecies distribuciones a lo largo de su extenso área de distribución, con algunas variaciones en los tonos del plumaje y sus medidas:
- A. m. coltarti (Stuart Baker, 1919) - presente en el subcontinente Indio, Birmania, Tailandia e Indochina. Algunos diferencian la forma laubmanni (Mathews, 1925) del este de la India
- A. m. phillipsi (Stuart Baker, 1927) de en Sri Lanka y es más grande y de un azul más oscuro. Algunos taxónomos la restringen a la población de Sri Lanka mientras que algunos autores antiguos extienden su distribución hasta el sur de los Ghats occidentales en la India.
- A. m. rufigastra (Walden, 1873) presente en islas Andaman, con tonos verdosos en las partes superiores azules.
- A. m. scintillans (Stuart Baker, 1919) en el sur de Birmania y Tailandia.
- A. m. verreauxii (De La Berge, 1851) en Malasia hasta el archipiélago de Riau y en Borneo y archipiélago de Joló por el este.
- A. m. meninting (Horsfield, 1821) en las islas de la Sonda, excepto Borneo, hasta las islas Sula.

Según otros autores además existirían las subespecies callima, subviridis y proxima pero no son reconocidas generalizadamente.

## Distribución y hábitat
Se extiende por el sur de Asia, desde el subcontinente indio hasta el sudeste asiático, llegando a las islas de la Sonda más orientales. Su hábitat más común son las pozas y arroyos en las selvas densas, hasta altitudes de 1000 m s. n. m., a veces se encuentra en los manglares.

## Comportamiento
El martín pescador meninting es un ave sedentaria en la totalidad de su área de distribución. Se posan sobre ramas que cuelgan por encima de arroyos, generalmente los bosques densos y umbríos, desde las que se lanzan para atrapar peces, crustáceos y larvas de libélula. También pueden atrapar otros insectos como saltamontes y mantis.
La época de cría se produce principalmente entre mayo y junio. Anida en el interior de un túnel de hasta un metro de longitud, excavado en el talud arenoso de un arroyo forestal, donde ponen entre cinco y siete huevos blancos casi esféricos.